# 塔尔萨克
塔尔萨克（法語：Tarsacq，法語發音：[taʁsak]）是法国大西洋比利牛斯省的一个市镇，位于该省中东部偏北，属于奥洛龙-圣玛丽区。

## 地理
塔尔萨克（43°21'27"N, 0°32'17"W）面积4.23 平方千米，位于法国新阿基坦大区大西洋比利牛斯省，该省份为法国东南部省份，涵盖了贝阿恩与北巴斯克，西临大西洋比斯開灣，北至朗德省，东北接热尔省，东临上比利牛斯省，南与西班牙接壤。
与塔尔萨克接壤的市镇（或旧市镇、城区）包括：阿博斯、阿尔比斯、当甘、塞泽拉克堡。

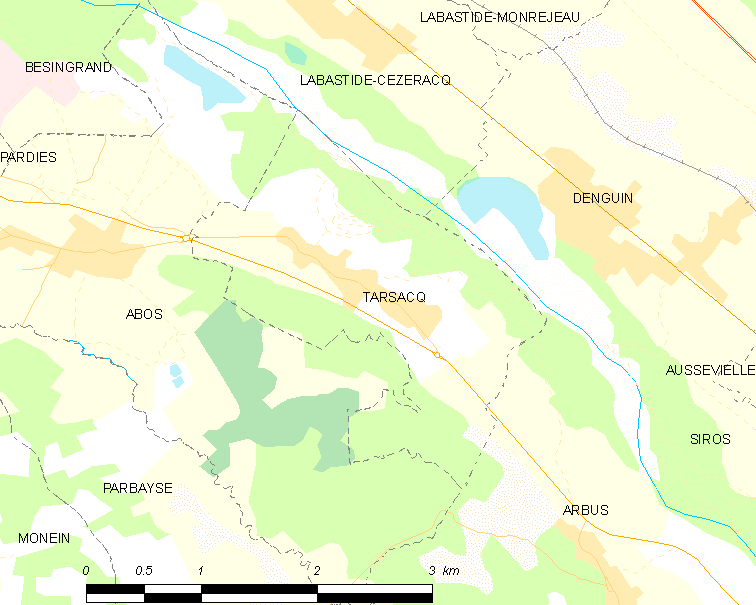
塔尔萨克的OSM定位图

塔尔萨克的时区为UTC+01:00、UTC+02:00（夏令时）。

## 行政
塔尔萨克的邮政编码为64360，INSEE市镇编码为64535。

## 政治
塔尔萨克所属的省级选区为贝阿恩中心县。

## 人口

1962-2008年间塔尔萨克人口变化图示

塔尔萨克于2022年1月1日时的人口数量为543人。